# Karl Paulin (Schriftsteller)
Karl Paulin (* 6. Februar 1888 in Brixen; † 7. August 1960 in Innsbruck) war ein österreichischer Schriftsteller, Volkskundler und Publizist.

## Leben
Paulin besuchte das Gymnasium und die Handelsschule in Bozen und war dann von 1904 bis 1918 Buchhändler in Bozen, Aachen und Wien. Er lebte ab 1919 in Innsbruck und war im Verlag Wagner tätig sowie Schriftleiter der Innsbrucker Nachrichten (1919–45) und  1938–1943 der Monatsschrift Bergland. Zahlreiche Publikationen Paulins erschienen in der Zeit des Nationalsozialismus. Nach 1945 wurde er Leiter des Wagner Verlags in Innsbruck und war seit 1951 Ehrenmitglied der Universität Innsbruck. Im Jahre 1957 wurde er Professor h.c. der Universität Innsbruck. Eine besondere Rolle in seinem literarischen Schaffen spielte der Tiroler Freiheitskampf und damit Andreas Hofer und die Tiroler Volkskunde.

## Bibliographie (Auswahl)

### Bücher
- (Hg.) Die schönsten Gedichte in Tiroler Mundart. Innsbruck: Wagner 1930, 220 S.
- 250 der schönsten Sagen aus Nordtirol. Ausgew. u. erzählt von Karl Paulin. Mit 8 Federzeichn. u. e. Umschlagbild d. 12jährigen Roswitha Bitterlich. Innsbruck: Wagner 1933, 179 S.
- Das Leben Andreas Hofers. Nach geschichtlichen Quellen erzählt. Innsbruck: Marianische Vereinsbuchhandlung und Buchdruckerei 1935, 218 S. (Info)
- Die schönsten Sagen aus Südtirol. Ausgew. u. neu erzählt von Karl Paulin. Mit Federzeichn. von Roswitha Bitterlich. Innsbruck: Wagner 1937, 239 S. (Info)
- (Hg.) Tiroler Land – Tiroler Leut. Eine Auslese heiterer Mundartgedichte. Innsbruck: Wagner 1940, 92 S.
- (Hg.) Josef Pöll: Stimmen der Heimat. Gesammelte heimatkundliche Tiroler Schriften. Aus d. Nachlaß hrsg. v. Karl Paulin. Innsbruck: NS-Gauverlag und Druckerei Tirol Ges.m.b.h. 1940, 371 S.
- (Hg.) Die schönsten Tiroler Sagen. Nordtirol – Osttirol – Südtirol. 2. neubearb. u. verm. Aufl. Mit 4 mehrfarb. Bildern v. Martha Innerebner u. 16 Textzeichngn v. Sepp Ringel. Innsbruck: Wagner 1940, 207 S.
- Karl Schönherr und seine Dichtungen. Heimat und Leben, der Erzähler, der Dramatiker. Innsbruck: Wagner 1950, 112 S.
- (Hg.) Anna Stainer-Knittel. Aus dem Leben einer Tiroler Malerin. Mit 14 mehrfärb. Taf. u. 23 einfärb. Bildern. Innsbruck: Wagner 1951, 112 S.
- Tiroler Köpfe. Ausgewählte zeitgeschichtliche Lebensbilder. Innsbruck: Wagner 1953, 256 S.
- Andreas Hofer und der Tiroler Freiheitskampf 1809. Nach geschichtlichen Quellen erzählt. Mit zahlreichen zeitgenössischen Bildern. Innsbruck: Inn-Verlag 1959, 218 S. (Info)
- Heinrich von Schullern und seine Zeit. Ein Lebensbild des österreichischen Dichters. Innsbruck: Wagner 1960, 103 S.
- Die schönsten Tiroler Sagen. Nordtirol – Osttirol – Südtirol. Ausgew. und erzählt von Karl Paulin. Innsbruck: Tyrolia 2007, 207 S. (Info)

### Beiträge (Auswahl)
- Am Berg Isel. Ein Rundgang durch die Ruhmeshalle der Tiroler Kaiserjäger. In: Innsbrucker Nachrichten. Jg./Nr. 9, 1917, S. 6 (Info)
- An geweihten Stätten. Pfingsterinnerungen an Weimar. In: Innsbrucker Nachrichten. Jg./Nr. 130, 1919, S. 8
- Das Arbeitsfeld einer "Innsbrucker Urania". In: Innsbrucker Nachrichten. Jg./Nr. 152, 1920, S. 1
- Bergkönig. Ein Märchen. In: Tiroler Hochland. Monatsschrift der Innsbrucker Nachrichten. Jg./Nr. 7, 1920, S. 9–10
- Die Stadt Bozen. Heimaterinnerungen. In: Tiroler Hochland. Monatsschrift der Innsbrucker Nachrichten. Jg./Nr. 2–3, 1921, S. 1–3
- In Rattenberg. In: Innsbrucker Nachrichten. Jg./Nr. 134, 1922, S. 3
- Im Narvistal. In: Innsbrucker Nachrichten. Jg./Nr. 209, 1922, S. 3
- Die erste Tiroler Literaturgeschichte. In: Innsbrucker Nachrichten. Jg./Nr. 83, 1922, S. 5
- Aus Alt-Hall. In: Innsbrucker Nachrichten. Jg./Nr. 240, 1924, S. 5 (Info)
- Ein neuer Tiroler Ehrenkranz. In: Innsbrucker Nachrichten. Jg./Nr. 158, 1925, S. 3
- Der Bauernkrieg in Tirol Anno 1525. Zum 400-jährigen Gedächtnis. In: Innsbrucker Nachrichten. Jg./Nr. 184, 1925, S. 7
- Ein Osttiroler Heimatbuch. In: Innsbrucker Nachrichten. Jg./Nr. 201, 1925, S. 5
- Der Streit um die Berufung Egger-Lienz nach Wien. In: Bozner Nachrichten. Jg./Nr. 232, 1925, S. 6
- Der 1. Mai in Bozen. In: Innsbrucker Nachrichten. Jg./Nr. 99, 1925, S. 5
- Das Urbild der "Geier-Wally". Aus dem Leben der Tiroler Malerin Anna Stainer-Knittel. In: Bergland-Kalender. Für Familie und Haus. Hg. Karl Paulin. Innsbruck: Wagner 1925, S. 113
- Peter Anich, der Bauernkartograph von Oberperfuß. In: Bergland-Kalender. Für Familie und Haus. Hg. Karl Paulin. Innsbruck: Wagner 1925, S. 83–90
- Tirols Walhalla. In: Bergland. Jg./Nr. VIII/7, 1926, S. 22–24
- Freistadt, das oberösterreichische Rothenburg. In: Bergland. Jg./Nr. 2, 1926, S. 9–13
- Ein Herbstflug über die österreichischen Alpen. In: Innsbrucker Nachrichten. Jg./Nr. 268, 1926, S. 5
- Kanzler Bieners Glück und Ende. In: Bergland-Kalender. Für Familie und Haus. Hg. Karl Paulin. Innsbruck: Wagner 1926, S. 50–58
- Die Glocken von der Haselburg. In: Tiroler Jugend-Jahrbüchlein. 1925/26, S. 26ff (Info)
- Tiroler Bühnenkunst. Zum 25jährigen Jubiläum der Exlbühne. In: Bergland. Jg./Nr. IX/5, 1927, S. 29–32
- Eine luftige Fahrt auf den Hahnenkamm. In: Innsbrucker Nachrichten. Jg./Nr. 57, 1927, S. 5
- Bozner Ostertage. In: Innsbrucker Nachrichten. Jg./Nr. 88, 1927, S. 5
- Vom Bozner Pfarrturm. In: Der Jugendbote. 1927, S. 74
- Philippine Welser. Ein Frauenbild aus dem 16. Jahrhundert. In: Bergland-Kalender. Für Familie und Haus. Hg. Karl Paulin. Innsbruck: Wagner 1927, S. 48–56
- Ein modernes österreichisches Bühnenhaus. Hinter den Kulissen des neuadaptierten Innsbrucker Stadttheaters. In: Bergland. Jg./Nr. X/2, 1928, S. 22–27
- Vom Südtiroler Weinsegen. In: Bergland. Jg./Nr. X/9, 1928, S. 31–37
- Eine Winterfahrt auf die Nordkette. In: Innsbrucker Nachrichten. Jg./Nr. 284, 1928, S. 7
- Ein deutscher Steinmetz und sein Meisterwerk. In: Bergland-Kalender. Für Familie und Haus. Hg. Karl Paulin. Innsbruck: Wagner 1928, S. 88–91

Im Forschungsinstitut Brenner-Archiv der Universität Insbruck befindet sich ein Teilnachlass von Karl Paulin.